# Pterostylis parviflora
Pterostylis parviflora är en orkidéart som beskrevs av Robert Brown. Pterostylis parviflora ingår i släktet Pterostylis och familjen orkidéer. Inga underarter finns listade i Catalogue of Life.